# Weichfolie
Weichfolien oder auch Dünnfolien sind mehrschichtige Verpackungsfolien, aus denen flexible Verpackungen gemacht werden. Die einzelnen Folienschichten werden üblicherweise extrudiert. Die Folienherstellung kann im Cast-, Blas- oder auch im Coextrusionsverfahren erfolgen.
Eine Weich- bzw. Verbundfolie besteht aus einzelnen Schichten aus unterschiedlichen Polymerarten, etwa Polyamid (PA) oder Polyethylen (PE). Polyamid  ist als Sauerstoffbarriere sowie für die Ausformung der Folienverpackung notwendig. Polyethylen ist als Wasserdampfbarriere, Siegelschicht und als Stabilisator der Verpackung notwendig. Der Schichtaufbau der Weichfolie muss den jeweiligen Anforderungen angepasst werden. Die Tiefziehfreudigkeit der Weichfolie ist vor allem vom Polyamid abhängig. Weichfolien sind sowohl als Oberfolie als auch als Unterfolie im Einsatz.

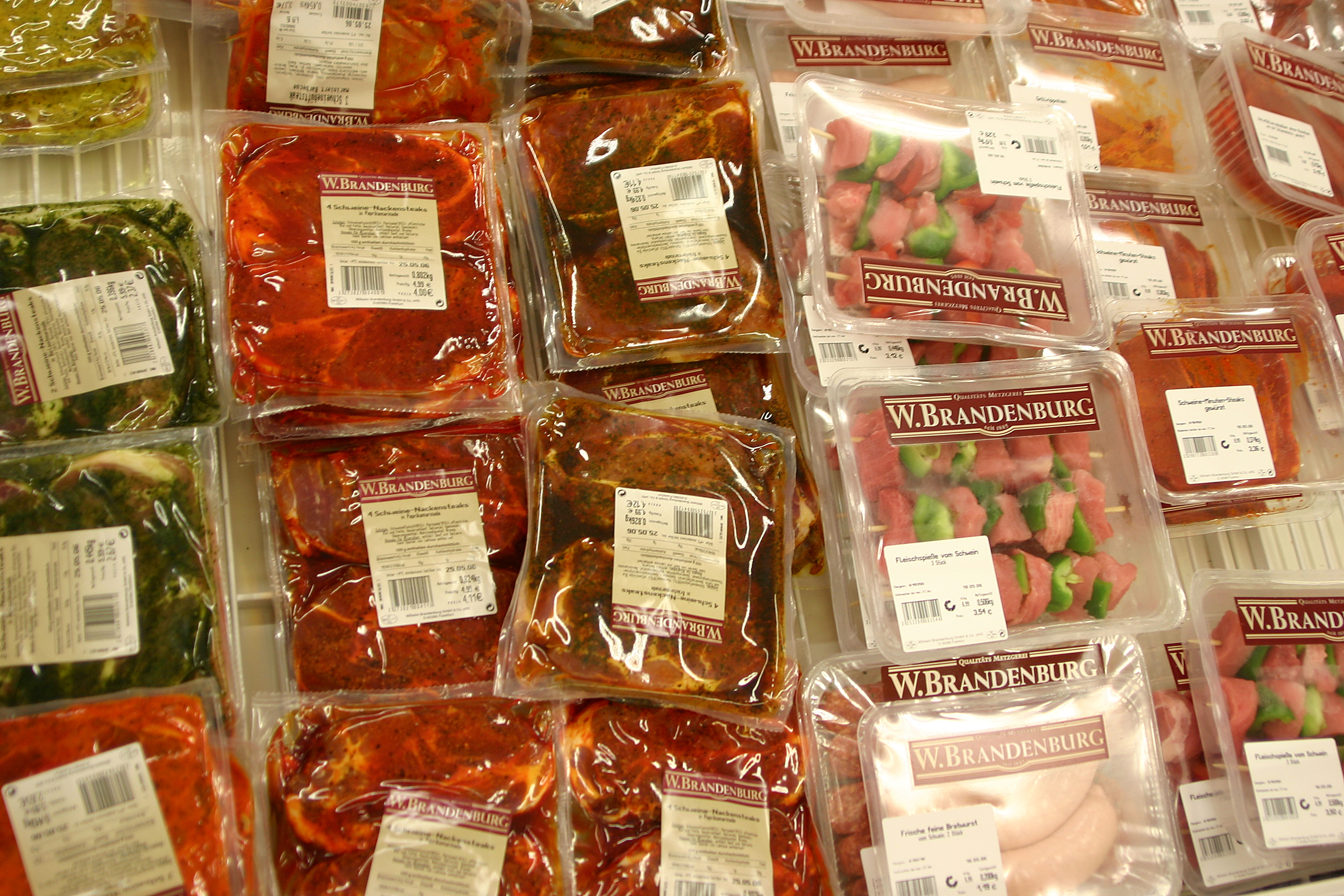
Dünnfolien finden Verwendung als Vakuumverpackung für Nahrungsmittel

Die Verpackungsfolien werden thermogeformt – das Verfahren ist auch als Warmformen oder Tiefziehen bekannt. Weichfolien haben in den letzten Jahren etwas an Bedeutung gegenüber Hartfolien verloren. Ausschlaggebend war vor allem, im Vergleich zur Weichfolie, die bessere Positionierung von aufgeschnittener Ware im SB-Regal durch Hartfolien. Dennoch haben flexible Folien bzw. Dünnfolien weiterhin eine Berechtigung für vakuumverpackte Produkte wie z. B. vakuumiertes Frischfleisch.

## Typische Weichfolienverbunde
Mehrschichtfolien
- Polyamid/Polyethylen
- Polyamid/Surlyn
- Verbund mit Ethylenvinylalkohol
- Polypropylen/Polyamid/Polyethylen
- Polypropylen/Polyethylen/Polyamid/Polyethylen
- Polypropylen/Polyamid
- Polyethylen/Polyamid/Polyethylen